# Chaoyang (socken i Kina, Inre Mongoliet, lat 44,12, long 118,43)
Chaoyang (kinesiska: 朝阳, 朝阳乡) är en socken i Kina. Den ligger i den autonoma regionen Inre Mongoliet, i den norra delen av landet, omkring 670 kilometer nordost om regionhuvudstaden Hohhot.
Genomsnittlig årsnederbörd är 521 millimeter. Den regnigaste månaden är juni, med i genomsnitt 150 mm nederbörd, och den torraste är februari, med 4 mm nederbörd.